# Karel Schoeman
Karel Schoeman (* 26 de octubre de 1939 en Trompsburg, Estado Libre de Orange-Bloemfontein, 1 de mayo de 2017) fue un escritor sudafricano que escribía en afrikáans.

## Vida
En 1956 se matriculó en la Paarl Boys' High School. En 1959, obtuvo una licenciatura de idiomas en la Universidad del Estado Libre. En 1961, ingresó en la Orden franciscana de Irlanda como novicio para el sacerdocio, pero luego volvió a Bloemfontein para obtener el diploma superior de estudios bibliotecarios. Durante la década de 1970, marchó voluntariamente al exilio, trabajando como bibliotecario en Ámsterdam y como enfermero en Glasgow (Escocia). Regresó a Sudáfrica en 1977, donde trabajó como archivero hasta su retiro en 1998 en la Biblioteca Nacional de Sudáfrica en Cape Town. Luego se mudó a su ciudad natal de Trompsburg, donde vivió durante más de una década, para trasladarse finalmente a Bloemfontein, a la comunidad de jubilados de Noorderbloem, donde murió.

## Traducciones
Varias de sus novelas han sido traducidas al alemán, francés, inglés, neerlandés y ruso.

### alemán
- In einem fremden Land (título original: 'n Ander land), traducido del afrikáans por Gisela Stege, Knaus, Múnich, 1993

### francés
- En étrange pays (título original: ’n Ander land), traducido de la versión inglesa por Jean Guiloineau, Robert Laffont 1991 y Éditions Phébus, París 2007.

- Tres cuentos, traducidos del afrikáans por Pierre-Marie Finkelstein, fueron publicados en la revista Caravanes n° 8 (Éditions Phébus, París 2003)

- Retour au pays bien-aimé (título original: Na die geliefde land), traducido del afrikáans por Pierre-Marie Finkelstein, Phébus, París 2004).

- La Saison des adieux (título original: Afskeid en Vertrek), traducido del afrikáans por Pierre-Marie Finkelstein, Phébus, París 2006. Prix Amphi 2006.

- Cette vie (título original: Hierdie lewe), traducido del afrikáans por Pierre-Marie Finkelstein, Phébus, París 2009. Prix du Meilleur livre étranger 2009.

- Des voix parmi les ombres (título original: Verliesfontein), traducido del afrikáans por Pierre-Marie Finkelstein, Phébus, París 2014

- L'heure de l'ange (título original: Die uur van die engel), traducido del afrikáans por Pierre-Marie Finkelstein, Phébus, París 2018

### inglés
- Promised Land (título original: Na die geliefde land), traducido del afrikáans por Marion Friedmann, Julian Friedmann Publishers Limited, Londres 1978

- Another Country (título original: ’n Ander land), traducido del afrikáans por David Schalkwyk, Sinclair-Stevenson, Londres 1991

- Take Leave and Go (título original: Afskeid en Vertrek), traducido del afrikáans por el autor, Sinclair-Stevenson, Londres 1992

- Miss Godby and the magistrate, extracto de la novela Verliesfontein, in Michael Rice y Chris N. van der Merwe, A Century of Anglo-Boer War Stories, Jonathan Ball Publisher, Johannesburgo 1999

- This Life (título original: Hierdie lewe), traducido del afrikáans por Elsa Silke, Human & Rousseau, Ciudad del Cabo-Pretoria 2005

### neerlandés
- Een ander land (título original: ’n Ander land), traducido del afrikáans por Riet de Jong-Goossens, Uitgeverij Contact, Ámsterdam 1993

- Merksteen: een dubbelbiografie (título original: Merksteen: 'n dubbelbiografie), traducido del afrikáans por Riet de Jong-Goossens, Uitgeverij De Arbeiderspers, Ámsterdam 2004

- Dit leven (título original: Hierdie lewe), traducido del afrikáans por Rob van der Veer, Brevier Uitgeverij, Kampen 2014

### ruso
- В родную страну (título original: Na die geliefde land), traducido del afrikáans por A. K. Slavinska, Ediciones del Progreso, Moscú 1978